# Colombobalanus
Colombobalanus est un genre de plantes de la famille des Fagacées qui suivant les classifications peut-être inclus dans Trigonobalanus.

## Une espèce
Colombobalanus excelsa (Lozano, Hern. Cam. & Henao).